# M/S Cap San Diego

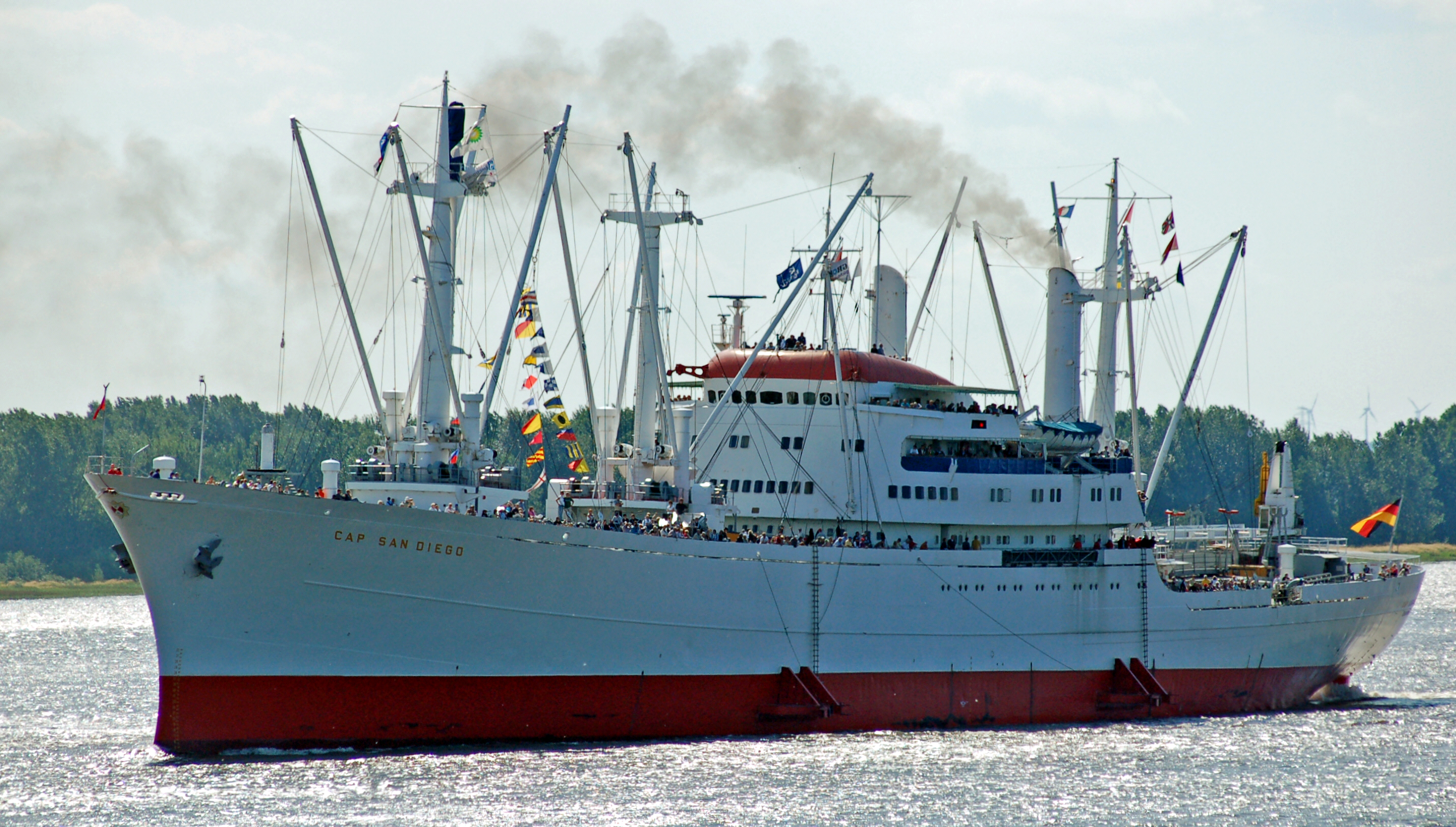
M/S Cap San Diego på Elbe

M/S Cap San Diego är ett tyskt lastfartyg, som byggdes av Deutsche Werft i Hamburg i Tyskland 1961 för Hamburg Südamerikanische Dampfschiffahrts-Gesellschaft A/S & Co. KG som den sista i sen serie på sex likadana fartyg. Hon gick på en trad mellan Tyskland och Sydamerika fram till 1981, då hon såldes till Spanien, där hon gick på trampfart under olika namn tills hon 1986 köptes tillbaka till Hamburg av Hamburgs stad.
Cap San Diego är idag museifartyg i Hamburg.